# Nauendorf
Nauendorf település Németországban, azon belül Türingiában. Lakosainak száma 294 fő (2023. december 31.). Nauendorf Klettbach, Tonndorf és Hohenfelden községekkel határos.

## Népesség
A település népességének változása:
| Lakosok száma | 291  | 303  | 304  | 302  | 304  | 294  |
|               | 2014 | 2017 | 2019 | 2021 | 2022 | 2023 |